# Naito Ehara
Naito Ehara (em japonês:  江原 騎士, Ehara Naito; Kōfu, 30 de julho de 1993) é um nadador japonês, medalhista olímpico.

## Carreira

### Rio 2016
Ehara competiu na natação nos Jogos Olímpicos de Verão de 2016 conquistando a medalha de bronze com o revezamento 4x200 metros livre.